# Marco Jakobs
Marco Jakobs (Unna, 30 maggio 1974) è un bobbista tedesco.

## Biografia
Ai XVIII Giochi olimpici invernali (edizione disputatasi nel 1998 a Nagano, Giappone) vinse la medaglia d'oro nel Bob a 4 con i connazionali Christoph Langen, Markus Zimmermann e Olaf Hampel partecipando per la nazionale tedesca. 
Il tempo totalizzato fu di 2:39,41 distaccando le altre nazionali: 2:40,01 e 2:40,06 i loro tempi.
Inoltre ai campionati mondiali vinse una medaglia d'oro nel 2001, nel bob a due con Christoph Langen